# Bahamas Football Association
Die Bahamas Football Association (BFA) ist der im Jahr 1967 gegründete nationale Fußballverband der Bahamas. Der Verband organisiert die Spiele der Fußballnationalmannschaft und ist seit 1981 Mitglied im Kontinentalverband CONCACAF sowie seit 1968 Mitglied im Weltverband FIFA. Zudem richtet der Verband die höchste nationale Spielklasse BFA Senior League aus.

## Erfolge
- Fußball-Weltmeisterschaft

Teilnahmen: Keine
- CONCACAF Gold Cup

Teilnahmen: Keine